# قلعه کوشی‌میزو

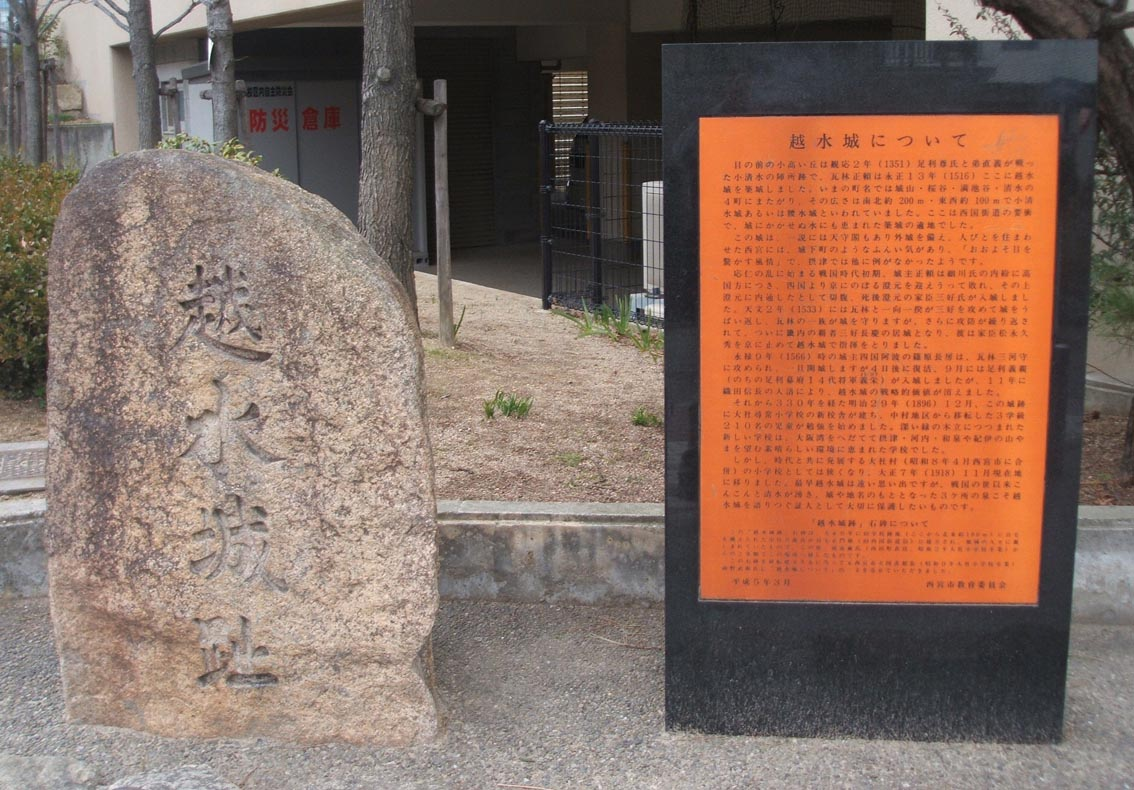
آثار باقی مانده از قلعه

قلعه کوشی‌میزو (به ژاپنی: 越水城) یک قلعه ژاپنی است که قبلاً در ولایت ستسو (امروزی شهر نیشی‌نومیا، استان هیوگو)، ژاپن قرار داشت.
این قلعه در سال ۱۵۱۶ توسط کاوارابایاشی ماسایوری صاحب قلعه کاوارابایاشی ساخته شد. این قلعه سپس در سال ۱۵۳۳ به تصرف خاندان میوشی درآمد و در ۱۵۳۹ میوشی ناگایوشی در آن ساکن شد و به یکی از پایگاه‌های مهم خاندان میوشی در دوره سنگوکو تبدیل شد.